# Єфименко Георгій Григорович
Гео́ргій Григо́рович Єфименко (30 січня 1917, Катеринослав — 25 червня 2012, Київ) — український науковець в галузі металургійних технологій, доктор технічних наук (1972), професор (1967), член-кореспондент Національної академії наук України (1973). Міністр вищої освіти Української РСР у листопаді 1973 — 1984 року. Депутат Верховної Ради СРСР 9-го скликання. Депутат Верховної Ради УРСР 10-го скликання. Член ЦК КПУ в 1976—1986 роках.

## Біографія
Народився 30 січня 1917 року в Катеринославі. Закінчив фабрично-заводську семирічку, з 1931 року навчався в школі фабрично-заводського навчання при металургійному заводі ім. Петровського. Трудову діяльність розпочав у 1933 році електромонтером (електриком) Дніпропетровського металургійного заводу імені Петровського.
З 1935 року — студент Дніпропетровського металургійного інституту, закінчив у 1940 році за спеціальністю «металургія чавуну».
Отримав направлення на Криворізький металургійний завод, але за два тижні після захисту диплома (у 1940 році) був уже солдатом навчальної батареї 23-го артилерійського полку, що дислокувався в Західній Україні. На третій день німецько-радянської війни — заступник командира батареї зенітно-артилерійського полку, який обороняв Київ. У складі 8-ї зенітно-артилерійської дивізії 1-ї танкової армії Єфименко брав участь у боях на Курській дузі, форсуванні Дніпра, звільненні УРСР від нацистів. Війну закінчив у Берліні; за бойові заслуги нагороджений орденами Червоної Зірки і Вітчизняної війни ІІ ступеня, медалями «За взяття Берліна» і «За звільнення Варшави». Член ВКП(б) з 1942 року.
Демобілізувавшись, 1946 року повернувся до Дніпропетровська, працював у металургійному інституті інженером-дослідником; потім навчання в аспірантурі, захист кандидатської дисертації. Обіймав посаду молодшого наукового співробітника Дніпропетровського металургійного інституту.
У 1951 році його рекомендують на посаду директора Дніпродзержинського металургійного інституту, але призначають працівником відділу науки та вищих навчальних закладів ЦК КП(б)У. З січня по червень 1953 року працював консультантом відділу природничих і технічних наук та вищих навчальних закладів ЦК КПУ. У червні 1953 — червні 1955 року — заступник завідувача відділу науки і культури ЦК КПУ.
У 1955 році організоване Міністерство вищої і середньої спеціальної освіти Української РСР, де Єфименко обіймав посаду 1-го заступника міністра з червня 1955 до жовтня 1959 року.

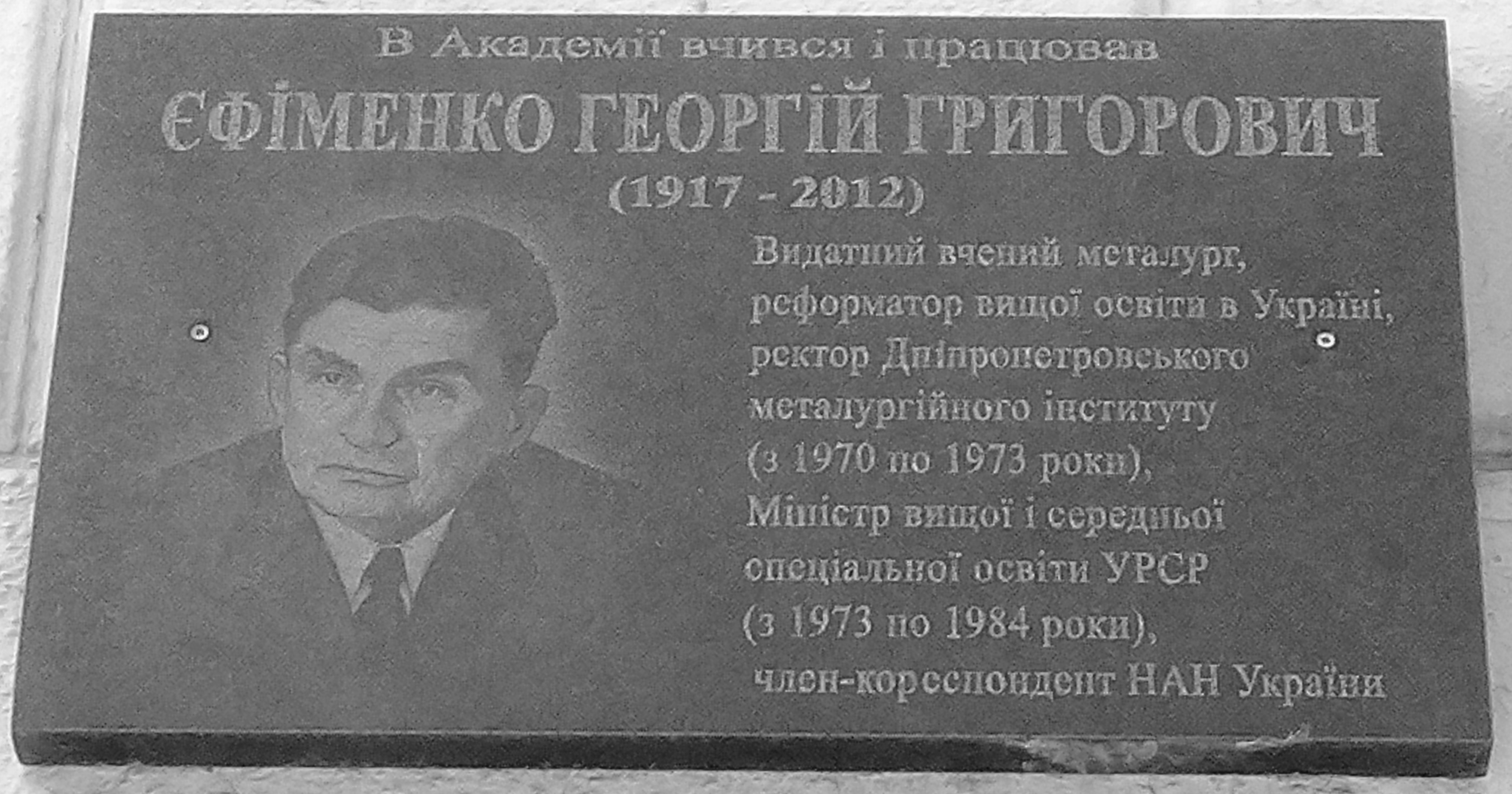
Меморіальна дошка Г. Г. Єфименко на фасаді будівлі Національної металургійної академії України в Дніпрі

У 1959 році повернувся у Дніпропетровськ. Працював доцентом, професором Дніпропетровського металургійного інституту, у 1970 році призначений ректором цього навчального закладу. У 1972 захистив докторську дисертацію.

Могила Георгія Єфименка, Байкове кладовище

З наступного року (13 листопада 1973) очолював Міністерство вищої і середньої спеціальної освіти УРСР, де працював до грудня 1984 року. Водночас читав лекції на металургійному факультеті Київського політехнічного інституту.
Від 1984 працював на інженерно-фізичному факультеті Київського політехнічного інституту; організував і завідував науково-дослідною лабораторією нових процесів і технологій у металургії. Зробив чільний внесок у розвиток технологій виробництва нових видів металургійної шихти; під його керівництвом підготовлено понад 50 докторів і кандидатів наук. Єфименко заснував наукову школу з проблем шихтових матеріалів для металургійних технологій; є автором понад 200 наукових праць, з них 6 монографій з питань металургії і трьох підручників, один з них відзначений Державною премією України у галузі науки і техніки. Має 60 винаходів і патентів.
Помер у 95-річному віці 25 червня 2012 року. Похований разом із дружиною на Байковому кладовищі (ділянка № 33, 50°25′7.8″ пн. ш. 30°30′10.55″ сх. д. / 50.418833° пн. ш. 30.5029306° сх. д.).

## Нагороди та звання
- орден Леніна
- орден Жовтневої Революції
- орден Трудового Червоного Прапора
- медалі
- Почесна грамота Президії Верховної Ради Української РСР (28.01.1977)
- Лауреат Державної премії Української РСР у галузі науки і техніки (1983)